# Liste von Schiffen mit dem Namen Piet Hein
Piet Hein ist ein mehrfach genutzter Name niederländischer Schiffe. Der Name leitet sich von dem dort als Volkshelden angesehenen Piet Pieterszoon Heyn ab.

## Schiffsliste
| Bezeichnung | Schiffsart         | Klasse / Typ                              | Baujahr | Bauwerft                             | Eigner                | Dienstzeit                | Verbleib                  | Bild |
| ----------- | ------------------ | ----------------------------------------- | ------- | ------------------------------------ | --------------------- | ------------------------- | ------------------------- | ---- |
| Piet Hein   | Linienschiff       |                                           | 1774    |                                      | Admiralität Amsterdam |                           |                           |      |
| Piet Hein   | Kriegsschiff       |                                           | 1779    |                                      | Admiralität Amsterdam |                           |                           |      |
| Piet Hein   | Kanonenschoner     |                                           | 1803    |                                      | Admiralität Amsterdam |                           |                           |      |
| Piet Hein   | Linienschiff       | französische Téméraire- / Albanais-Klasse | 1817    | Amsterdam                            | Koninklijke Marine    |                           |                           |      |
| Piet Hein   | Küstenpanzerschiff | Evertsen-Klasse                           | 1896    | Nederlandsche Stoomboot Maatschappij | Koninklijke Marine    | 1896–1914                 | verschrottet              |      |
| Piet Hein   | Zerstörer          | Admiralen-Klasse                          | 1929    | Burgerhout                           | Koninklijke Marine    | 1929–1942                 | 1942 durch Feind versenkt |      |
| Piet Hein   | Staatsyacht        |                                           | 1937    | de Vries Lentsch jr.                 | königliche Familie    | 1937–1985, 1990 bis heute | in Fahrt                  |      |
| Piet Hein   | Zerstörer          | S-Klasse                                  | 1943    |                                      | Koninklijke Marine    | 1945–1962                 | verschrottet              |      |
| Piet Hein   | Fregatte           | Kortenaer-Klasse                          | 1981    | Koninklijke Maatschappij de Schelde  | Koninklijke Marine    | 1981–1998                 | umgebaut zur Yacht Yas    |      |